# Hammerhead
«Hammerhead» és el vint-i-dosè senzill de la banda californiana The Offspring, el primer extret del seu vuitè àlbum d'estudi Rise and Fall, Rage and Grace (2008).
En principi es creia que es tractava d'una cançó de protesta front la Guerra d'Irak, però posteriorment van explicar que tractava el tema dels tiroteigs escolars. Segons Dexter Holland, les lletres de la cançó tracten la perspectiva d'un home armat en un tiroteig realitzat en una escola, una persona que creu que tot el que fa és pel bé malgrat que això signifiqui matar a persones. Ell està afectat per fortes tensions en la seva ment que el fan estar enganyat de la realitat.
El videoclip oficial mostra diferents perspectives d'un tirador que creu que és un soldat i barreja fets del món real amb els de la seva imaginació. També hi ha una citació bíblica del Llibre dels Salms 23:4 (en català, "Ni que passi per la vall tenebrosa, no tinc por de cap mal. Perquè tu, Senyor, ets vora meu: la teva vara i el teu bastó em donen confiança.").
La cançó fou interpretada per primer cop en el Summer Sonic Festival de 2007, i no fou estrenada oficialment fins al 2 de maig de 2008. Aquella mateixa setmana, la banda va penjar la cançó en el seu lloc web oficial en format digital a disposició de tothom. Només era necessari indicar una adreça de correu electrònic per rebre un enllaç on descarregar la cançó en format MP3 d'alta qualitat. La banda va crear un concurs pels seus seguidors estatundiencs per crear el seu videoclip amb material propi. The Offspring va escollir el seu videoclip favorit i el guanyador fou premiat amb deu mil dòlars.
Va debutar en el número cinc de la llista estatunidenca de cançons de rock modern, el millor debut per una cançó de la banda, i va escalar fins al segon lloc. No va aconseguir repercussió en cap altra llista internacional. Fou inclosa en el videojoc musical Rock Band com a material descarregable el 17 de juny de 2008.

## Llista de cançons
| Núm. | Títol                     | Durada |
| ---- | ------------------------- | ------ |
| 1.   | «Hammerhead»              |        |
| 2.   | «Hammerhead» (Radio Edit) |        |